# St. Ägidius (Gelchsheim)

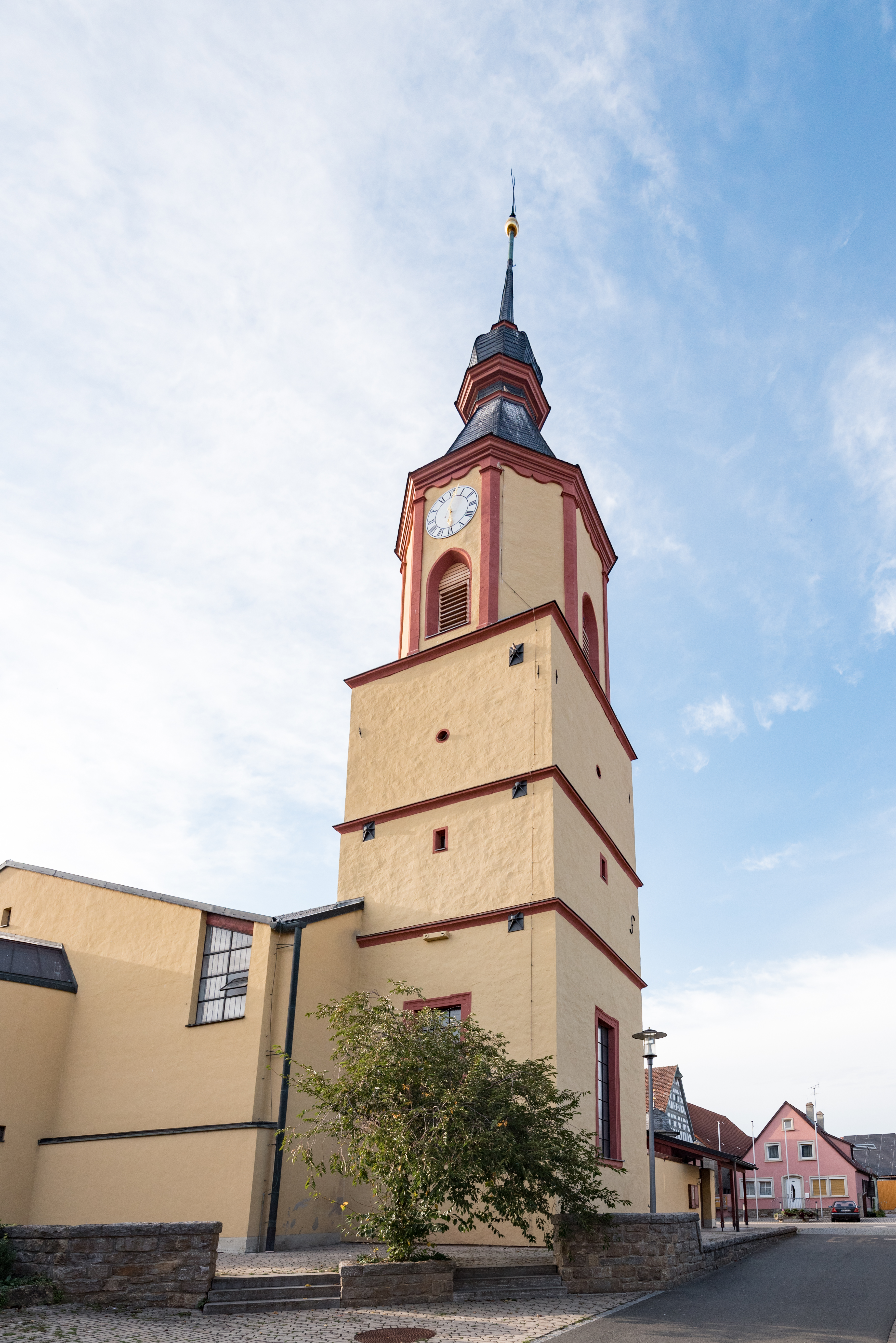
St. Ägidius (Gelchsheim)

Die römisch-katholische Pfarrkirche St. Ägidius ist ein denkmalgeschütztes Kirchengebäude, das in Gelchsheim steht, einem Markt im Landkreis Würzburg (Unterfranken, Bayern). Das Bauwerk ist unter der Denkmalnummer D-6-79-135-1 als Baudenkmal in der Bayerischen Denkmalliste eingetragen. Die Pfarrei gehört zur Pfarreiengemeinschaft Aub-Gelchsheim im Dekanat Ochsenfurt des Bistums Würzburg.

## Beschreibung
Eine 1464 beschriebene Kirche ist 1664 abgebrannt. Von ihr blieb nur der Chorturm von 1492 erhalten. Im Jahr 1666 wurde die Kirche durch den Deutschen Orden, der das Kirchenpatronat innehatte, wieder aufgebaut. Die drei Geschosse des Chorturms auf quadratischem Grundriss wurden mit einem achteckigen, mit Lisenen an den Ecken versehenen Geschoss aufgestockt, das die Turmuhr und den Glockenstuhl beherbergt, und mit einem Zeltdach bedeckt, auf dem eine bauchige Laterne sitzt. Das Langhaus wurde 1972 abgerissen und an seiner Stelle ein Kirchengebäude im modernen Baustil errichtet, das am 8. Juni 1974 eingeweiht wurde. Der Innenraum ist gekennzeichnet durch Wappen und Arten von Denkmalen von Angehörigen des Deutschen Ordens, z. B. von Franz Joseph Roth, der in der Kirche begraben wurde.